# Vixxen Goddess
Vixxen Goddess (California; 18 de agosto de 1994) es una actriz pornográfica transexual estadounidense.

## Biografía
Vixxen Goddess nació en agosto de 1994 en California, en una familia con ascendencia puertorriqueña y rusa.
Entró en la industria pornográfica en 2015, con 21 años de edad. Algunos de sus trabajos, rodados con los cineastas Joey Silvera, Jay Sin o Nica Noelle, han sido Trans-Visions 8, TS Massage o TS Playground 18.
En 2016 recibió tres nominaciones a los Premios AVN (incluido el de Artista transexual del año), ganando el premio a la Mejor escena de sexo transexual por su trabajo en TS Playground 21 que compartió con Adriana Chechik.
Ha rodado más de 50 películas.

## Premios y nominaciones
| Año  | Ceremonia   | Resultado | Premio                                 | Trabajo          |
| ---- | ----------- | --------- | -------------------------------------- | ---------------- |
| 2016 | Premios AVN | Nominada  | Artista transexual del año             | —                |
| 2016 | Premios AVN | Ganadora  | Mejor escena de sexo transexual        | TS Playground 21 |
| 2016 | Premios AVN | Nominada  | Premio fan: Actriz transexual favorita | —                |
| 2016 | TEA Show    | Nominada  | Mejor escena                           | Transsensual     |
| 2017 | TEA Show    | Nominada  | Best Solo Model                        | —                |